# Verhenis
Verhenis (Limburgs: Vaarhenis) is een gehucht van Henis, een deelgemeente van Tongeren in de Belgische provincie Limburg.
Het gehucht bevindt zich in het noorden van de gemeente Tongeren nabij de gemeentegrens met Hoeselt. De kern van het gehucht ligt zo'n kilometer ten noorden van de dorpskom van Henis. Door lintbebouwing is Verhenis in het zuiden en westen vergroeid met Henis en het naburige Riksingen.

## Etymologie
De naam van het gehucht verwijst naar het nabijgelegen Henis en zou volgens Maurits Gysseling kunnen worden teruggebracht tot de persoonsnaam Kanakos. Deze persoonsnaam komt uit de substraattaal en zou 'schitterend' betekenen. Volgens taalkundige Albert Carnoy komt het toponiem echter voort uit het Germaanse hagan. Dit zou dan afsluiting of omheining betekenen.
Het prefix ver- duidt op de ligging van het gehucht ten opzichte van de Sint-Hubertuskerk. De kern rond deze kerk werd aangeduid als Kerkhenis, terwijl de noordelijker gelegen bewoning werd aangeduid als Verhenis. Beide benamingen leven nog voort in de straat die beide kernen met elkaar verbindt.

## Geschiedenis
Het tracé van de heirbaan tussen Tongeren en Duurstede liep in de buurt van het gehucht en archeologische vondsten duiden op bewoning in de Romeinse tijd.
Het gebied waarin Verhenis ligt, behoorde in het begin van de 12e eeuw tot het Luikse Sint-Janskapittel. Op gerechtelijk vlak maakte Verhenis vanaf de tweede helft van de 12e eeuw deel uit van de Tongerse stadsvrijheid.
Doorheen de eeuwen is de omvang van het gehucht steeds beperkt gebleven. Pas in de tweede helft van de 20e eeuw kwamen er nieuwe huizen bij en sloot de bebouwing aan op die van Henis en Riksingen.

## Bezienswaardigheden
- Enkele Haspengouwse hoeves
- Lange Lieve Heer, een wegkruis tussen twee gekandelaarde linden

## Natuur en landschap
Verhenis ligt in Vochtig-Haspengouw. De hoogte varieert tussen 70 en 120 meter. De kern van het gehucht ligt op de flanken van een helling nabij de 's Herenelderenbeek. Deze beek ontspringt in het Molsterbos ten zuidoosten van Verhenis en mondt na zo'n 3 km uit in de Demer.
Ten noorden van Verhenis bevindt zich het Wijngaardbos. Op de steile flanken van dit hellingbos werd tot in het begin van de 19e eeuw aan wijnbouw gedaan. In het bos ontspringen enkele bronnen die de Demer voeden.
Op de gronden rondom het gehucht wordt op beperkte schaal aan akkerbouw gedaan. De open akkers worden er afgewisseld door weilanden, kleine loofbossen, boomgaarden en holle wegen.

## Nabijgelegen kernen
's Herenelderen, Henis, Riksingen, Vrijhern
Deelgemeenten: Berg · Diets-Heur · Henis · 's Herenelderen · Koninksem · Lauw · Mal · Neerrepen · Nerem · Overrepen · Piringen · Riksingen · Rutten · Sluizen · Tongeren · Vreren · Widooie

Overige kernen: Blaar · Hamal · Ketsingen · Klein-Mal · Kolmont · Mulken · Offelken · Verhenis

Belgische gemeenten · Arrondissement Tongeren · Limburg · Vlaanderen